# Gran Premio de Reims
El Gran Premio de Reims fue una carrera de ciclismo en pista organizada en Reims (Francia) por el Bicycle Club Rémois entre 1897 y 1995. Su creación fue patrocinada en 1897 por el Ayuntamiento de Reims, que dotó de una subvención de 1.000 francos para la organización de una carrera en un velódromo. El Gran Premio de Reims sobre carretera tuvo lugar por primera vez con ocasión de las terceras fiestas federales de la Union vélocipédique de France en Reims en 1927. 

## Historia
Durante su existencia, los Grandes Premios de Reims de velocidad reunieron los más grandes sprinters del mundo. Durante uno de estos Grandes Premios, un estudiante de medicina de Reims, Ludovic, miembro del BCR, logró batir, en la final al prestigioso estadounidense Frank Kramer
Las competiciones tenían lugar en la pista de la Haubette bajo al puente de Muire en Tinqueux, una pista de cemento posteriormente convertida en estadio-velódromo.

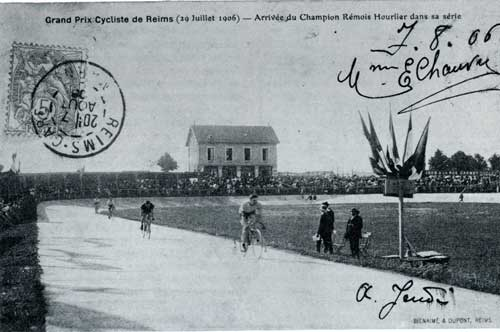
GP de Reims 1906 Léon Hourlier corriendo en su serie.

## Palmarés
| Año                 | Vencedor           | Segundo            | Tercero               | Velódromo             |
| 1897                | Collomb            | Henri Merle        | Jean Gougoltz         | La Haubette           |
| 1898                | Robert Protin      | —                  | —                     | La Haubette           |
| 1899                | —                  | —                  | —                     | La Haubette           |
| 1900                | Robert Protin      | Jean Broka         | Collomb               | La Haubette           |
| 1901                | Edmond Jacquelin   | Louis Grogna       | Ludovic Morin         | La Haubette           |
| 1902                | —                  | —                  | —                     | La Haubette           |
| 1903                | —                  | —                  | —                     | La Haubette           |
| 1904                | —                  | —                  | —                     | La Haubette           |
| 1905                | Gabriel Poulain    | Gustav Schilling   | Walter Rütt           | La Haubette           |
| 1906                | Thorvald Ellegaard | Gabriel Poulain    | Émile Friol           | La Haubette           |
| 1907                | Émile Friol        | Gabriel Poulain    | Thorvald Ellegaard    | La Haubette           |
| 1908 (26 de abril)  | Walter Rütt        | Léon Hourlier      | —                     | —                     |
| 1908 (30 de agosto) | Léon Hourlier      | Victor Dupré       | Gustav Schilling      | La Haubette           |
| 1909 (26 de julio)  | Victor Dupré       | Julien Pouchois    | Gustav Schilling      | La Haubette           |
| 1910                | Émile Friol        | Fernand Fournous   | Charles Meurger       | La Haubette           |
| 1911                | —                  | —                  | —                     | La Haubette           |
| 1912                | Léon Hourlier      | André Perchicot    | Angelo Gardellin      | La Haubette           |
| 1913                | Léon Hourlier      | Julien Pouchois    | Gabriel Poulain       | La Haubette           |
| 1914 (21 de junio)  | Léon Hourlier      | Thorvald Ellegaard | Pierre Sergent        | La Haubette           |
| 1919                | —                  | —                  | —                     | La Haubette           |
| 1920                | —                  | —                  | —                     | La Haubette           |
| 1921                | —                  | —                  | Gabriel Poulain       | La Haubette           |
| 1922                | —                  | —                  | —                     | La Haubette           |
| 1923                | —                  | —                  | —                     | La Haubette           |
| 1924                | Alois De Graeve    | Joseph Peyrode     | Bernard Leene         | La Haubette           |
| 1925                | —                  | —                  | —                     | La Haubette           |
| 1926                | —                  | —                  | —                     | La Haubette           |
| 1927                | —                  | —                  | —                     | La Haubette           |
| 1928                | —                  | —                  | —                     | La Haubette           |
| 1929                | André Godinat      | —                  | —                     | La Haubette           |
| 1930                | —                  | —                  | —                     | La Haubette           |
| 1931                | —                  | —                  | —                     | La Haubette           |
| 1932                | —                  | —                  | —                     | La Haubette           |
| 1933                | —                  | —                  | —                     | La Haubette           |
| 1934                | Lucien Michard     | Louis Gérardin     | —                     | La Haubette           |
| 1935                | Jef Scherens       | Lucien Michard     | Albert Richter        | Stade Auguste-Delaune |
| 1936                | Lucien Michard     | Louis Gérardin     | Jef Scherens          | Stade Auguste-Delaune |
| —                   | —                  | —                  | Stade Auguste-Delaune |                       |
| 1959                | Maurice Munter     | —                  | —                     | Stade Auguste-Delaune |
| —                   | —                  | —                  | Stade Auguste-Delaune |                       |
| 1995                | Florian Rousseau   | Benoit Vêtu        | José Antonio Escuredo | Stade Auguste-Delaune |